# Strada militare Fenil-Pramand-Föens-Jafferau
La strada militare 79 (o strada militare Fenil-Pramand-Föens-Jafferau) è una strada militare costruita in Alta Val di Susa negli ultimi anni del XIX secolo per collegare in successione i forti Fenil, Pramand, Föens e Jafferau tramite una via carrozzabile, con parte della strada (876 m) che corre sotto il monte Seguret grazie alla galleria dei Saraceni.

## Storia
A partire dal 1886 venne costruita una rotabile militare per unire tra di loro i forti della conca di Bardonecchia che stavano venendo alla luce in quel periodo, formando la piazza armata di Bardonecchia: i 4 forti che vennero collegati tra di loro erano il Forte Fenil, il Forte Pramand, il Forte Föens e, successivamente, anche il Forte Jafferau, e il loro compito, in caso di attacco militare da parte della Francia, era quello di difendere la conca di Bardonecchia e lo sbocco in Val di Susa della valle di Cesana.

## Descrizione

### Tracciato
Dopo aver lasciato la strada statale del Monginevro nei pressi di Pont Serrand, tra Exilles e Salbertrand, la strada giunge alla frazione di Fenil ove era ubicato il primo dei 4 forti collegati; dopo essere salita di quota e aver attraversato alcuni rii, la carrozzabile arriva al Colletto Pramand (2087 m s.l.m.), ove si dipartiva la diramazione per il Forte Pramand (2162 m s.l.m.), posto sopra l'abitato di Oulx.
Oltre il colletto la strada proseguiva a mezza costa e, oltrepassato il monte Seguret, si giungeva al forte Föens, posto a difesa della conca di Bardonecchia, dopo un tragitto di 20 km caratterizzato da tornanti stretti (soprattutto nei primi 13 km di strada) e tratti in cui era frequente lo scarico di rocce e massi dai costoni rocciosi soprastanti la strada.

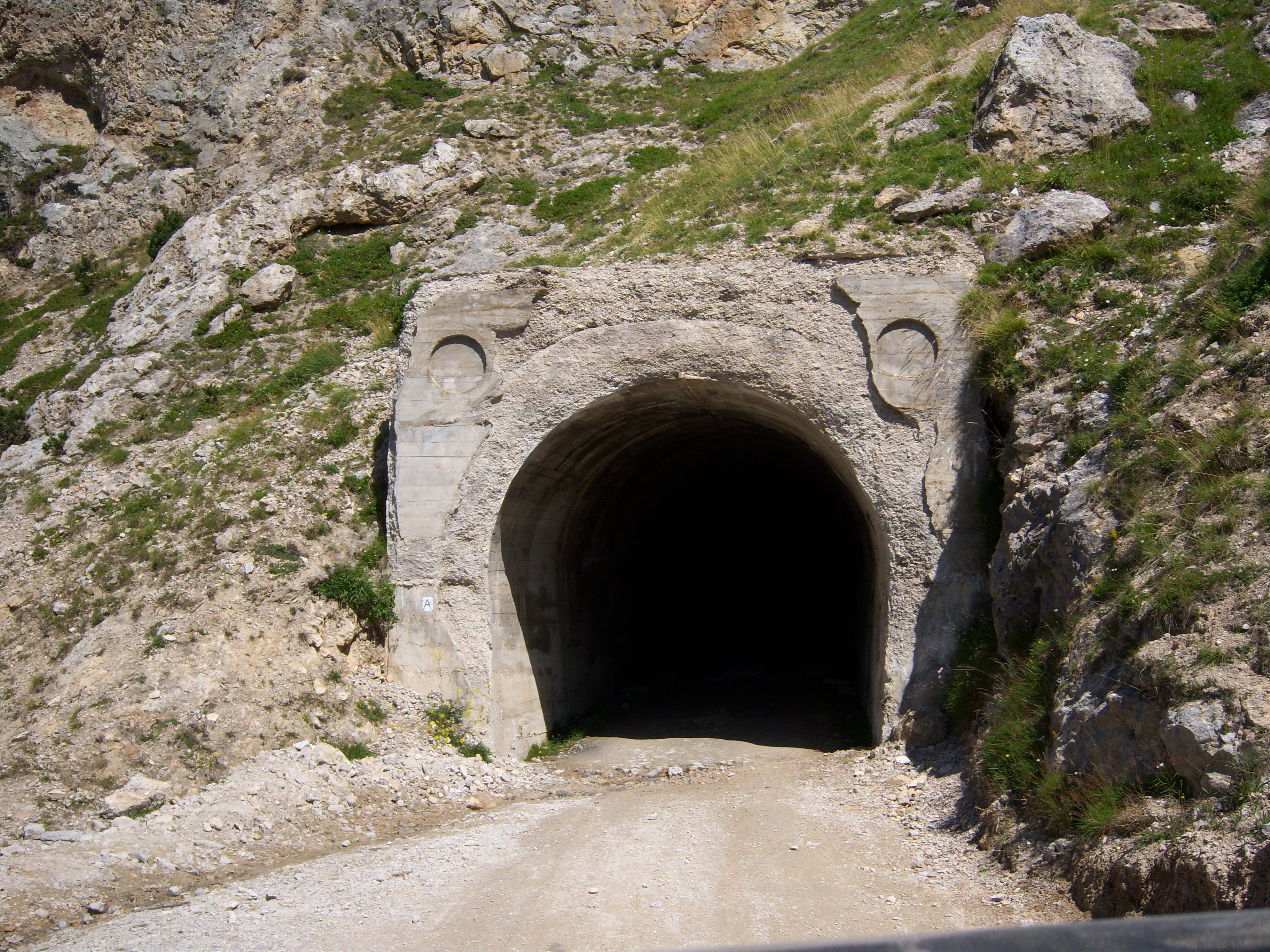
L'imbocco meridionale della Galleria Seguret o dei saraceni

Prima del Forte Föens, al momento della costruzione del Forte Jafferau, venne costruita una variante che, salendo al Colle Basset, perviene, dopo un lungo tratto a mezza costa sopra la Valfredda, al Colle Jafferau, oltre il quale, con una serie di tornanti, si giunge al Forte (2775 m s.l.m., il secondo forte più alto d'Europa dopo la Batteria dello Chaberton).
Nel 1925, in previsione del riutilizzo dei forti in seguito alla prima guerra mondiale, venne costruita, tra il chilometro 13 e il chilometro 15, una galleria per prevenire il costante crollo di massi sulla strada dalle pendici del Monte Seguret: la galleria, chiamata "Galleria Seguret" o "Galleria dei Saraceni" (dal nome delle grotte presenti sul monte Seguret) è lunga 876 metri, a forma di U e in fondo naturale, ma con alcuni tratti rivestiti. La larghezza della carreggiata era tale che era possibile solo il transito in una direzione per volta (per l'incrocio vi era uno slargo a circa metà galleria) e, sui muri, erano poste delle lanterne per l'illuminazione.
I lavori di costruzione della galleria si protrassero per 4 anni, fino al 1929. Per il riarmo dei forti, a partire dal 1937, vennero intrapresi lavori di miglioramento lungo tutta la strada, col rinforzo di muri di sostegno, la costruzione dei 2 ponti sul Rio Secco e sul Rio Geronde, l'istituzione di piazzole di scambio a distanze fisse e, per la galleria, la costruzione di canaletti di scolo posti sotto il fondo in cemento e l'allargamento per permettere il transito anche a mezzi pesanti. Questi lavori di ammodernamento durarono 2 anni per una spesa di 2.700.000 lire.
Nel 1940 furono necessari nuovi lavori nella Galleria Seguret in quanto una grande frana portò via la strada nei pressi dell'imbocco meridionale: venne così scavata una breve variante che permette di raggiungere la galleria all'interno di un tunnel di raccordo (si costruì la stessa variante anche all'ingresso settentrionale, in caso di frana).
La strada militare 79, in seguito alle opere di miglioramento che vennero fatte nel 1937-'38, venne classificata come "Carrellabile a semplice transito", quindi con curve di raggio minimo 8 metri, pendenza non superiore al 12%, larghezza di 3 metri (anche se in certi punti poteva essere maggiore), piazzole lunghe 50 m. ogni 4 km. e, per alcuni tratti, la presenza della banchina. Ogni 500 metri era posta una pietra miliare per indicare il chilometraggio progressivo. Con circa 2000 m di dislivello complessivo è una delle strade a più alto dislivello in Italia e in Europa e la seconda carrozzabile più elevata d'Europa dopo il Colle del Sommeiller, sebbene non versi ovunque in perfette condizioni.

### Stato attuale

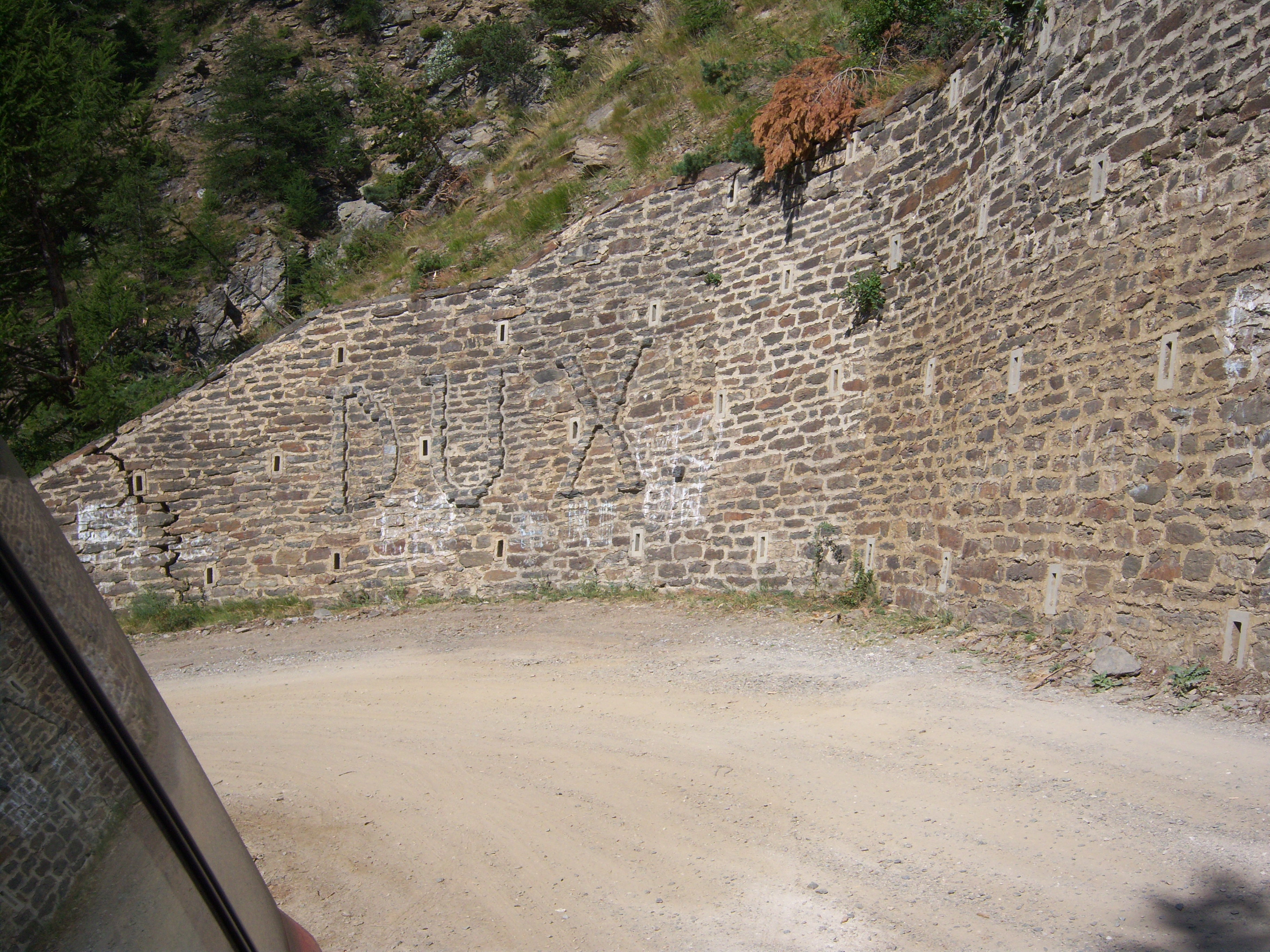
Un tornante sulla strada militare 79 con un altorilievo inneggiante a Benito Mussolini

Attualmente la strada è asfaltata nel tratto bivio SS 24 - Moncellier di Sopra e inizia circa 350 m dopo l'inizio originale in quanto, in seguito ad una frana staccatasi nel 1957, si sono utilizzati i primi metri della strada militare come sostituzione della statale franata. Dopo la chiesetta della frazione la strada diventa subito sterrata, ma in condizioni accettabili di percorribilità, con muretti ancora in piedi e buon drenaggio delle acque piovane. Oltrepassata la breve galleria "Chanteloube" (12 m., sotto l'omonimo rio) si arriva al colletto Pramand, alla cui sinistra (nei pressi della casermetta diroccata) si diparte la diramazione che giunge al Forte. Questo breve tratto di strada è in cattive condizioni, molto stretta e scavata dalle acque piovane; in alcuni tratti lo strapiombo sul sottostante paese di Oulx è assai evidente.
Oltre il colletto Pramand la strada si sviluppa in un percorso senza tornanti e pressoché in piano si arriva a una breve galleria scavata nella roccia oltre la quale vi è la Galleria Seguret, il cui interno è al buio più completo e interamente ricoperto dall'acqua che filtra dal monte soprastante. Superata la galleria (chiusa al traffico nel luglio 2013, e riaperta nella primavera 2019) si giunge a un pianoro in cui vi è una caserma diroccata oltre la quale, dopo alcuni tornanti, si giunge al bivio per la diramazione per il Forte Jafferau. La strada principale prosegue in piano fino ad arrivare al bivio per la strada che, passando per la frazione Constans, scende a Savoulx, e giunge dopo poco al muro di cinta esterno del Forte Föens (2177 m s.l.m.).
La diramazione per il Forte Jafferau si porta subito in quota con una serie di tornanti ravvicinati ed arriva al Col Basset (2596 m s.l.m.); da questo punto in poi la strada percorre un falsopiano a mezza costa sino a giungere al Colle Jafferau, alla cui destra si possono ancora vedere i resti della caserma. Superato il colle la strada peggiora leggermente e, con una serie di tornanti, si porta in quota per arrivare all'ingresso monumentale del Forte Jafferau (non è possibile entrare dal portone monumentale in quanto non è più presente il ponte levatoio sopra il fossato). La strada prosegue con una breve diramazione costruita nel secondo dopoguerra e va a congiungersi, nel retro del Forte, con la strada che sale dai "Bacini" di Fregiusia (Bardonecchia), strada che fino al 2013 era chiusa al traffico in quanto molto ripida e corre lungo gli impianti di risalita del Monte Jafferau.
A luglio 2013 la Galleria Seguret è stata chiusa al traffico per il pericolo di crolli, con ordinanza del Comando militare Nord-Ovest. Nel contempo il Comune di Bardonecchia ha provveduto a ripristinare e aprire al traffico la strada che segue gli impianti di risalita (dalla partenza impianti Ban a Punta Jafferau) per consentire la salita anche dal versante occidentale, senza dover attraversare il territorio di Oulx.
Nel 2018, grazie a un progetto di recupero, la galleria del Seguret è stata soggetta a lavori di manutenzione e messa in sicurezza di modo da permettere la riapertura al traffico. Ad agosto 2019 la galleria è aperta e percorribile a tutti i pedoni e ciclisti, e per due giorni a settimana anche ai mezzi motorizzati.